# النساء بالأحمر
النساء بالأحمر هو مشروع ويكي يهدف إلى معالجة التحيز الجنسي في محتوى ويكيبيديا . يركز المشروع على إنشاء محتوى يتعلق بسير النساء وأعمالهن وقضاياهن. تمت تسمية المشروع على اسم الروابط التشعبية الموجودة في مقالات ويكيبيديا الموجودة والتي تظهر باللون الأحمر للإشارة إلى أن المقالة المرتبطة لم يتم إنشاؤها بعد. منذ إنشاء يوم آدا لوفليس، أصبحت فعاليات تحرير ويكيبيديا من الأنشطة الشعبية. غالبًا ما تكتشف الأبحاث في هذه الأحداث نساء بارزات في مجالات العلوم والتكنولوجيا والهندسة والرياضيات ليس لديهن صفحات على ويكيبيديا، وبالتالي يمكن إنشاء رابط أحمر لتلك الشخصية.

## تاريخ
تأسست منظمة نساء بالأحمر على يد محرر ويكيبيديا المتطوع روجر بامكين في عام 2015، والذي انضم بعد ذلك إلى المحررة المتطوعة روزي ستيفنسون جودنايت. كان بامكين قد صاغ في البداية اسمًا للمشروع، "مشروع XX"، ولكن تم إلغاؤه بسرعة لصالح مشروع ويكيبيديا النساء بالأحمر. بعد أن أصبح المشروع جاهزًا للتشغيل، انضمت إليه المحررة المتطوعة إيميلي تيمبل-وود، تخصصها هو إضافة مقالة جديدة على ويكيبيديا عن عالمة في كل مرة يضايقها شخص ما بشأن جهودها التطوعية في التحرير. في مؤتمر ويكيمانيا 2016، في إسينو لاريو بإيطاليا، قام جيمي ويلز، الذي شارك في تأسيس ويكيبيديا في عام 2001، بتسمية ستيفنسون جودنايت وتمبل وود ويكيبيديي العام ، للأشهر الاثني عشر السابقة، لجهودهما في سد فجوة المعلومات بين الجنسين.

## طبيعة عملها
تنظم منظمة نساء بالأحمر ماراثونات تحرير ويكيبيديا في مدن حول العالم، وتستضيف بشكل مستمر ماراثونًا افتراضيًا. تعد جلسات التحرير الشخصية التي تستمر طوال اليوم عبارة عن أحداث مركزة يتم إجراؤها لتدريب المساهمين الجدد حتى تصبح الفجوة بين الجنسين في ويكيبيديا أضيق وتشمل المزيد من المحتوى حول النساء البارزات. الهدف الآخر هو زيادة عدد المحررات. على الرغم من أن ويكيبيديا هي "الموسوعة الحرة التي يمكن لأي شخص تحريرها"، إلا أنه اعتبارًا من عام 2015 كان حوالي 10 بالمائة فقط من المحررين من النساء.
تساعد المشاركات في "نساء بالأحمر" في تجميع 150 قائمة عمل من المقالات المرتبطة باللون الأحمر لتسهيل العثور على المقالات المفقودة وإنشائها. اعتبارًا من 22 ديسمبر 2016، أضاف محررون متطوعون من منظمة "نساء بالأحمر" أكثر من 45000 مقالة، وزادت النسبة المئوية للمقالات المجمعة بشكل طفيف إلى 16.8 بالمائة من السير الذاتية باللغة الإنجليزية (من 15 بالمائة في يوليو 2015).

## الجوائز والأوسمة
2016، مرشحة لجائزة GEM-TECH التابعة للاتحاد الدولي للاتصالات، هيئة الأمم المتحدة للمرأة عن فئة: تطبيق التكنولوجيا لتمكين المرأة والإدماج الرقمي.